# 공동소송
공동소송이란 원고 또는 피고 혹은 그 쌍방이 여러 사람 있을 경우, 즉 소송주체의 다수의 경우를 말한다. 공동소송에도 처음부터 공동소송의 형태를 취하는 형식 즉 소의 주관적 병합과 소송참가의 형식에 의하여 나중에 당사자가 늘어나는 경우 등이 있다.

## 서설
민사소송에 있어서는 한 사람의 원고와 한 사람의 피고가 대립한 가운데서 심리를 진행시키고 판결을 하는 것을 원칙으로 한다. 소송을 통하여 해결해야 될 분쟁은 두 사람의 대립자간의 것이며, 이러한 분쟁을 이들 두 사람 사이에서 해결하게 되면 사법(司法)의 당면과제는 다한 것으로 생각하는 방법이다. 이것을 두 당사자 대립의 원칙이라고 하며 이 원칙에 따른 소송의 성립을 두 당사자 대립구조라 부른다. 두 당사자 대립구조의 소송절차에 있어서는 소송대상을 당사자의 임의처리에 맡기는 한편 그 결과인 판결의 효력은 이 두 당사자 사이에서만 통용되는 것을 원칙으로 한다. 따라서 일반적으로 소송의 당사자는 원고·피고가 한 사람씩인 경우가 많다. 그러나 실생활상의 분쟁관계는 3인 이상의 당사자의 대립을 가져오는 경우가 적지 아니하며 소송이 언제나 한 사람의 원고와 한 사람의 피고밖에 포함하지 않는다고 할 수는 없다. 원고 또는 피고 혹은 그 쌍방이 여러 사람 있을 경우, 즉 소송주체의 다수의 경우를 공동소송이라고 부르는데 여기에도 처음부터 공동소송의 형태를 취하는 형식 즉 소의 주관적 병합과 소송참가의 형식에 의하여 나중에 당사자가 늘어나는 경우 등이 있다.

## 보통공동소송
한 사람의 원고와 한 사람의 피고가 대립하는 소송이 몇 개가 하나로 묶이게 되고 더욱이 그 하나 하나의 소송을 다른 것과 떨어져서 심리·판결할 수도 있다는 독립된 관계에 놓여 있는 것을 말한다. 한 개의 소송절차 가운데 한 사람의 채권자가 여러 사람의 별개 채무자에 대하여 대금의 반환을 청구하거나 동일사고의 피해자 수 명이 한 사람의 가해자에 대하여 각자의 손해배상을 구하거나 하는 경우를 일컫는다. 보통공동소송은 한 소송절차에 관계하는 당사자의 수가 두 사람 이상이라는 점이 일반과 다를 따름이며 실질적으로는 두 당사자 대립구조의 예외를 만드는 것은 아니다. 심리 중 공통으로 행할 수 있는 절차를 공통으로 행하는 것이 있다는 것뿐이며 소송 그 자체는 제각기 독립된 것으로 보고 처리된다. 두 당사자 대립구조의 관철을 예시하면 예컨대 한 사람의 원고가 어떤 가옥의 소유권 확인을 수 명의 피고에 대해 제기한 경우, 이론상은 이 수 개의 소송은 전부가 일률적으로 원고승소로 되느냐 또는 패소로 되느냐로 귀착되는 것이지만 소송법상에서는 그 하나 하나가 다른 것과 무관계로 처리되는 것이므로 이 원고의 승패는 피고마다 다른 경우도 있다. 그래서 이러한 여러 개의 소가 공동소송으로 묶이어 있더라도 위의 사정에는 변함이 없다. 즉 이러한 경우는 보통공동소송이 된다..

## 필수적 공동소송
공동소송으로 병합되어 있는 몇 개의 소송이 어느 것이든 합일적으로 재판되지 않으면 아니 된다는 관계에 놓여 있는 경우로서 '합일확정 공동소송(合一確定共同訴訟)'이라고도 불린다.

## 고유필요적 공동소송
관계자 전원이 공동으로 하는 경우에 한하여 그 법률관계를 소송에 있어서 주장하거나 다투거나 할 수 있으며 제각기 별도의 당사자가 될 때에는 그 분쟁을 해결할 재판을 받을 수 없는 경우를 말한다. 예를 들면 조합재산에 관한 소송을 제기하기 위해서는 조합원 전원이 공동원고가 되지 않으면 아니 되며 제3자가 어떤 부부의 혼인의 취소를 구하는 소를 제기하는 경우는 반드시 그 남편의 처를 공동피고로 하지 않으면 아니 되며 더욱 이와 같이 하여 성립하는 공동소송은 상대적 해결을 하는 것이 법률상 허용되지 않는다. 이에 반하여 논리상 해결이 제각기 다르다는 것이 이상하다는 것만으로는 필요적 공동소송이 되지 않는다.

## 유사필요적 공동소송
수 명의 당사자가 제각기 별도로 소를 제기할 수 있으나 이들 당사자 한 편에 대하여 내린 판결이 다른 편에도 효력을 미친다는 관계에 놓여 있으므로 그들에 대한 판결내용이 동일하지 않으면 아니 된다는 요청에서 합일확정(合一確定)이 행하여지는 경우를 말한다. 예를 들면 A와 B가 공동원고가 되어 회사설립 무효의 소를 제기하였다고 가정한다. B가 원고가 되지 않더라도 법률의 특별규정에 의하여 A가 제기한 소에 대한 판결의 효력을 받도록 되어 있다(상 190조). B가 제기한 소에 소에 대하여도 A의 관계는 위의 경우와 같다. 그래서 A의 소와 B의 소가 내용이 상이한 판결을 받았다고 하는 경우, A의 입장에서 보면 자기에 대하여 내린 판결의 효력과 B에 대한 판결에서 간접적으로 미치는 효력이 일치하지 않는 상태로 된다. 그래서 A와 B에 대한 판결내용을 언제나 동일하게 하는 것이 필요하게 되는 것이다. 따라서 필요적 공동소송에서는 공동소송인의 한 사람이 행한 유리한 행위는 전원이 행하지 않으면 아니 된다는 등 심리를 일률적으로 행하도록 규정되어 있다.

## 조문

##### 제65조 (공동소송의 요건)
소송목적이 되는 권리나 의무가 여러 사람에게 공통되거나 사실상 또는 법률상 같은 원인으로 말미암아 생긴 경우에는 그 여러 사람이 공동소송인으로서 당사자가 될 수 있다. 소송목적이 되는 권리나 의무가 같은 종류의 것이고, 사실상 또는 법률상 같은 종류의 원인으로 말미암은 것인 경우에도 또한 같다.

##### 제66조 (통상공동소송인의 지위)
공동소송인 가운데 한 사람의 소송행위 또는 이에 대한 상대방의 소송행위와 공동소송인 가운데 한 사람에 관한 사항은 다른 공동소송인에게 영향을 미치지 아니한다.

##### 제67조 (필수적 공동소송에 대한 특별규정)
① 소송목적이 공동소송인 모두에게 합일적으로 확정되어야 할 공동소송의 경우에 공동소송인 가운데 한 사람의 소송행위는 모두의 이익을 위하여서만 효력을 가진다.
② 제1항의 공동소송에서 공동소송인 가운데 한 사람에 대한 상대방의 소송행위는 공동소송인 모두에게 효력이 미친다.
③ 제1항의 공동소송에서 공동소송인 가운데 한 사람에게 소송절차를 중단 또는 중지하여야 할 이유가 있는 경우 그 중단 또는 중지는 모두에게 효력이 미친다.

##### 제69조 (필수적 공동소송에 대한 특별규정)
제67조 제1항의 공동소송인 가운데 한 사람이 상소를 제기한 경우에 다른 공동소송인이 그 상소심에서 하는 소송행위에는 제56조 제1항의 규정을 준용한다.

## 판례
- 공동상속재산의 지분에 관한 지분권존재확인을 구하는 소송은 필수적 공동소송이 아니라 통상의 공동소송이다.[1]
- 민사소송법 제211조가 규정하고 있는 판결경정 결정은 원칙적으로 당해 판결을 한 법원이 하는 것이고, 상소의 제기로 본안사건이 상소심에 계속된 경우에는 당해 판결의 원본이 상소기록에 편철되어 상소심법원으로 송부되므로 판결원본과 소송기록이 있는 상소심법원도 경정결정을 할 수 있는 것이기는 하지만, 당해 판결에 대하여 상소를 하지 아니하여 사건이 상소심에 계속되지 아니한 부분은 상소심의 심판대상이 되지 않는 것이므로, 통상의 공동소송이었던 다른 당사자 간의 소송사건이 상소의 제기로 상소심에 계속된 결과, 상소를 하지 아니한 당사자 간의 원심판결의 원본과 소송기록이 우연히 상소심법원에 있다고 하더라도, 상소심법원이 심판의 대상이 되지도 않은 부분에 관한 판결을 경정할 권한을 가지는 것은 아니며(대법원 1992. 1. 29. 91마748 결정, 대법원 2007. 5. 10. 2007카기35 결정 참조), 이와 같은 법리는 통상의 공동소송에서 상소의 제기로 소송사건이 상소심에 계속된 후에 그중 일부 당사자 간의 소송사건이 상소의 취하로 확정된 경우에도 마찬가지이다.[2]

- 상표권이 공유인 경우에 각 공유자는 다른 공유자의 동의를 얻지 아니하면 그 지분을 양도하거나 그 지분을 목적으로 하는 질권을 설정할 수 없고 그 상표권에 대하여 전용사용권 또는 통상사용권을 설정할 수도 없는 등 일정한 제약을 받아 그 범위에서 합유와 유사한 성질을 가지지만, 이러한 제약은 상표권이 무체재산권인 특수성에서 유래한 것으로 보일 뿐이고, 상표권의 공유자들이 반드시 공동목적이나 동업관계를 기초로 조합체를 형성하여 상표권을 소유한다고 볼 수 없을 뿐만 아니라 상표법에 상표권의 공유를 합유관계로 본다는 명문의 규정도 없는 이상, 상표권의 공유에도 상표법의 다른 규정이나 그 본질에 반하지 아니하는 범위 내에서는 민법상의 공유의 규정이 적용될 수 있다고 할 것이다.[3]

- 토지를 수인이 공유하는 경우에 공유자들의 소유권이 지분의 형식으로 공존하는 것뿐이고, 그 처분권이 공동에 속하는 것은 아니므로 공유토지의 일부에 대하여 취득시효완성을 원인으로 공유자들을 상대로 그 시효취득 부분에 대한 소유권이전등기절차의 이행을 청구하는 소송은 필요적 공동소송이라고 할 수 없다.[4]

- 민사소송법 제62조의 명문의 규정과 우리 민사소송법이 취하고 있는 변론주의 소송구조 등에 비추어 볼 때, 통상의 공동소송에 있어서 이른바 주장공통의 원칙은 적용되지 아니한다.[5]

- 주류공동제조면허의 경우 공동면허명의자의 상호관계는 민법상의 조합으로서 합유적 관계에 있고, 합유재산에 관한 소송은 고유필수적 공동소송에 해당하는 것이므로 주류제조면허의 공동면허명의자 중의 일인으로부터면허를 양수한 자는 공동면허명의자 전원을 상대로 하여야만 면허취소신청과 보충면허신청절차의 이행을 소구할 수 있지, 양도인만을 상대로 하여서는 그 이행을 소구할 수 없다.[6]

- 소송계속 중 당사자인 피상속인이 사망한 경우 공동상속재산은 상속인들의 공유이므로 소송의 목적이 공동상속인들 전원에게 합일확정되어야 할 필수적 공동소송관계라고 인정되지 않는 이상 반드시 공동상속인 전원이 공동으로 수계하여야 하는 것은 아니며, 수계되지 아니한 상속인들에 대한 소송은 중단된 상태로 그대로 피상속인이 사망한 당시의 심급법원에 계속되어 있다.[7]

- 순차경료된 등기 또는 수인 앞으로 경료된 공유등기의 말소청구소송은 권리관계의 합일적인 확정을 필요로 하는 필요적 공동소송이 아니라 보통공동소송이며, 이와 같은 보통공동소송에서는 공동당사자들 상호 간의 공격방어방법 차이에 따라 모순되는 결론이 발생할 수 있고, 이는 변론주의를 원칙으로 하는 소송제도 아래서는 부득이한 일로서 판결의 이유모순이나 이유불비가 된다고 할 수 없다.[8]

##### 필수적 공동소송 판례
- 상법상의 주주대표소송은 주주들 모두가 필수적으로 공동원고가 되어야 하는 고유필수적 공동소송은 아니고 단지 공동소송인이 된 원고들 사이에 그 승패를 일률적으로 하여야 할 필요성이 있는 유사필수적 공동소송의 성격을 가진다.[9]
- 공동상속인이 다른 공동상속인을 상대로 어떤 재산이 상속재산임의 확인을 구하는 소는 이른바 고유필수적 공동소송이라고 할 것이고, 고유필수적 공동소송에서는 원고들 일부의 소 취하 또는 피고들 일부에 대한 소취하는 특별한 사정이 없는 한 그 효력이 생기지 않는다.[10]
- 공유물분할청구의 소는 분할을 청구하는 공유자가 원고가 되어 다른 공유자 전부를 공동피고로 하여야 하는 고유필수적 공동소송이고, 공동소송인과 상대방 사이에 판결의 합일확정을 필요로 하는 고유필수적 공동소송에 있어서는 공동소송인 중 일부가 제기한 상소는 다른 공동소송인에게도 그 효력이 미치는 것이므로 공동소송인 전원에 대한 관계에서 판결의 확정이 차단되고 그 소송은 전체로서 상소심에 이심되며, 상소심판결의 효력은 상소를 하지 아니한 공동소송인에게 미치므로 상소심으로서는 공동소송인 전원에 대하여 심리·판단하여야 한다.[11]
- 동업약정에 따라 동업자 공동으로 토지를 매수하였다면 그 토지는 동업자들을 조합원으로 하는 동업체에서 토지를 매수한 것이므로 그 동업자들은 토지에 대한 소유권이전등기청구권을 준합유하는 관계에 있고, 합유재산에 관한 소는 이른바 고유필요적공동소송이라 할 것이므로 그 매매계약에 기하여 소유권이전등기의 이행을 구하는 소를 제기하려면 동업자들이 공동으로 하지 않으면 안 된다.[12]
- [1] 은행에 공동명의로 예금을 하고 은행에 대하여 그 권리를 함께 행사하기로 한 경우에 그 공동명의 예금채권자들은 은행을 상대로 하여서는 공동으로 이행의 청구나 변제의 수령을 함이 원칙이라고 할 것이나, 그렇다고 하여 공동명의 예금채권자들의 은행에 대한 예금반환청구소송이 항상 필요적 공동소송으로서 그 예금채권자 전원이 당사자가 되어야만 한다고 할 수는 없을 것이다. 만일 동업자들이 동업자금을 공동명의로 예금한 경우라면 채권의 준합유관계에 있어 합유의 성질상 은행에 대한 예금반환청구가 필요적 공동소송에 해당한다고 볼 것이나, 공동명의 예금채권자들 중 일인이 전부를 출연하거나 또는 각자가 분담하여 출연한 돈을 동업 이외의 특정목적을 위하여 공동명의로 예치해 둠으로써 그 목적이 달성되기 전에는 공동명의 예금채권자가 자신의 예금에 대하여도 혼자서는 인출할 수 없도록 방지, 감시하고자 하는 목적으로 공동명의로 예금을 개설한 경우에는 그 예금에 관한 관리처분권까지 공동명의 예금채권자 전원에게 공동으로 귀속된다고 볼 수 없을 것이므로, 이러한 경우에는 은행에 대한 예금반환청구가 민사소송법상의 필요적 공동소송에 해당한다고 할 수 없다.
[2] 위 ‘[1]’항 뒤의 경우가 소송법상으로는 필요적 공동소송에 해당하지 아니한다고 하더라도 공동명의 예금채권자는 그 예금을 개설할 때에는 은행과의 사이에 예금채권자들이 공동하여 예금반환청구를 하기로 한 약정에는 당연히 구속되는 것이므로, 그 예금채권자 중 일인이 은행을 상대로 자신의 예금의 반환을 청구함에 있어서는 다른 공동명의 예금채권자와 공동으로 그 반환을 청구하는 절차를 밟아야만 은행으로부터 예금을 반환받을 수 있음은 물론인 바, 이 경우 만일 다른 공동명의 예금채권자가 그 공동반환청구절차에 협력하지 않을 때에는, 예금주는 먼저 그 사람을 상대로 제소하여 예금주 단독으로 하는 반환청구에 관하여 승낙의 의사표시를 하라는 등 공동반환절차에 협력하라는 취지의 판결을 얻은 다음 이 판결을 은행에 제시함으로써 예금을 반환받을 수 있고, 이와 같은 방식에 의하여 약정에 의한 공동반환청구의 요건이 충족되었음에도 불구하고 은행이 정당한 이유 없이 예금의 반환을 거절하는 경우에는 그 예금주가 은행을 상대로 단독으로 예금의 반환을 소구할 수밖에 없을 것이고, 미리 청구할 필요가 있을 때에는 다른 공동명의 예금채권자와 은행을 공동피고로 하여 위와 같은 취지의 제소를 할 수도 있다.[13]
- 각 채권자대위권에 기하여 공동하여 채무자의 권리를 행사하는 다수의 채권자들은 유사필수적 공동소송관계에 있다 할 것이다. 제1심에서 유사필수적 공동소송관계에 있는 다수의 채권자들의 청구가 모두 기각되고, 그중 일인만이 항소한 경우 민사소송법 제63조 제1항은 필요적 공동소송에 있어서 공동소송인 중 일인의 소송행위는 공동소송인 전원의 이익을 위하여서만 효력이 있다고 규정하고 있으므로 공동소송인 중 일부의 상소제기는 전원의 이익에 해당된다고 할 것이어서 다른 공동소송인에 대하여도 그 효력이 미칠 것이며, 사건은 필요적 공동소송인 전원에 대하여 확정이 차단되고 상소심에 이심된다고 할 것이다.[14]
- 수인의 가등기채권자가 일인 채무자에 대한 매매예약완결권을 행사하는 경우, 즉 채무자에 대한 매매예약완결의 의사표시 및 이에 따른 목적물의 소유권이전 본등기를 구하는 소의 제기는 매매예약완결권의 처분행위라 할 것이고 복수채권자의 전부 아닌 일부로써도 할 수 있는 보존행위가 아니므로, 매매예약완결의 의사표시 자체는 채무자에 대하여 복수채권자 전원이 행사하여야 하며 채권자가 채무자에 대하여 예약이 완결된 매매목적물의 소유권이전의 본등기를 구하는 소는 필수적 공동소송으로서 매매예약완결권을 준공유하고 있던 복수채권자 전원이 제기하여야 할 것이다.[15]

- 구 파산법(2005. 3. 31. 법률 제7428호 채무자 회생 및 파산에 관한 법률 부칙 제2조로 폐지) 제7조에 의하면 파산재단에 속하는 재산의 관리처분권은 파산자로부터 이탈하여 파산관재인에게 전속하게 되고, 같은 법 제152조에 의하면 파산재단에 관한 소송에 있어서는 파산관재인이 원고 또는 피고가 되므로, 파산관재인이 여럿인 경우에는 법원의 허가를 얻어 직무를 분장하였다는 등의 특별한 사정이 없는 한 그 여럿의 파산관재인 전원이 파산재단의 관리처분권을 갖고 있기 때문에 파산관재인 전원이 소송당사자가 되어야 하므로 그 소송은 필수적 공동소송에 해당한다.[16]

## 참고 문헌
- 김상균, 연구논문 : 미국연방민사소송규칙상의 상담자병합, 법학논집 30권 2호.

## 같이 보기
- 통상 공동소송